# Tectake Arena
Die tectake Arena ist eine Mehrzweckhalle im Stadtteil Sanderau der unterfränkischen Stadt Würzburg, Bayern. Sie wurde 1981 als Carl-Diem-Halle eröffnet, trug seit 2004 den Namen s.Oliver Arena und wurde schließlich im Januar 2022 in tectake Arena umbenannt. Die Fläche des Halleninnenraums beträgt 1620 m². Die Halle verfügt über zwei Tribünen mit einer Kapazität von insgesamt 1630 Plätzen und unbestuhlt über eine Gesamtkapazität von 4756 Plätzen. Sie ist die Heimspielstätte der Basketballmannschaft Würzburg Baskets aus der Basketball-Bundesliga. Neben Basketballspielen finden auch Konzerte und sonstige Veranstaltungen statt, wie z. B. die jährliche Würzburger Hallenfußball-Stadtmeisterschaft. Zu Basketballspielen bieten sich 3140 Plätze.
Ab 2013 wurde die Arena außerdem zunächst in unregelmäßigen Abständen von der Handballmannschaft Rimparer Wölfe als Ausweichspielstätte und seit der Saison 2015/16 für alle Heimspiele der Zweitligamannschaft genutzt.
Im August 2021 kündigte der Namenssponsor, das Textilunternehmen s.Oliver, zum 23. Juni 2022 den laufenden Vertrag. Daraufhin schrieb die Stadt Würzburg die Namensrechte der Arena aus, wobei die Firma tectake aus Igersheim den Zuschlag erhielt. Seit dem 1. Januar 2022 trägt die Halle daher den Namen Tectake Arena. Das Unternehmen aus dem Onlinehandel besitzt die Namensrechte bis zum 31. Dezember 2026 mit einer Verlängerungsoption über weitere fünf Jahre.